# Eurométropole Tour 2013
L'Eurométropole Tour 2013 est la 73e édition de l'Eurométropole Tour, auparavant nommée Circuit franco-belge jusqu'en 2010, puis Tour de Wallonie picarde en 2011. La course fait partie du calendrier UCI Europe Tour 2013 en catégorie 2.1.

## Présentation

### Équipes
Classé en catégorie 2.1 de l'UCI Europe Tour, l'Eurométropole Tour est par conséquent ouvert aux UCI ProTeams dans la limite de 50 % des équipes participantes, aux équipes continentales professionnelles, aux équipes continentales et, éventuellement, à des équipes nationales.

## Étapes
| Étape     | Date      | Villes étapes           |  | Distance (km) | Vainqueur d’étape | Leader du classement général |
| --------- | --------- | ----------------------- |  | ------------- | ----------------- | ---------------------------- |
| 1re étape | 3 octobre | La Louvière - Moorslede |  | 194,8         | Jens Debusschere  | Jens Debusschere             |
| 2e étape  | 4 octobre | Poperinge - Poperinge   |  | 172,5         | John Degenkolb    | Jens Debusschere             |
| 3e étape  | 5 octobre | Hazebrouck - Nieuport   |  | 158,3         | Tyler Farrar      | Jens Debusschere             |
| 4e étape  | 6 octobre | Mons - Tournai          |  | 153,8         | John Degenkolb    | Jens Debusschere             |

## Déroulement de la course

### 1reétape
|    | Coureur                  | Équipe                      |    | Temps           |
| -- | ------------------------ | --------------------------- | -- | --------------- |
| 1  | Jens Debusschere         | Lotto-Belisol               | en | 4 h 22 min 05 s |
| 2  | Nikolas Maes             | Omega Pharma-Quick Step     | +  | m.t             |
| 3  | Kenneth Vanbilsen        | Topsport Vlaanderen-Baloise |    | m.t             |
| 4  | Tyler Farrar             | Garmin-Sharp                |    | m.t             |
| 5  | Bert De Backer           | Argos-Shimano               |    | m.t             |
| 6  | Roy Curvers              | Argos-Shimano               |    | m.t             |
| 7  | Ramon Sinkeldam          | Argos-Shimano               |    | m.t             |
| 8  | Graeme Brown             | Belkin                      |    | m.t             |
| 9  | Mickaël Delage           | FDJ.fr                      |    | m.t             |
| 10 | Guillaume Van Keirsbulck | Omega Pharma-Quick Step     |    | m.t             |

|    | Coureur           | Équipe                      |    | Temps           |
| -- | ----------------- | --------------------------- | -- | --------------- |
| 1  | Jens Debusschere  | Lotto-Belisol               | en | 4 h 21 min 55 s |
| 2  | Michael Mørkøv    | Saxo-Tinkoff                | +  | 1 s             |
| 3  | Nikolas Maes      | Omega Pharma-Quick Step     |    | 4 s             |
| 4  | Kristof Goddaert  | IAM                         |    | 5 s             |
| 5  | Kenneth Vanbilsen | Topsport Vlaanderen-Baloise |    | 6 s             |
| 6  | Jelle Wallays     | Topsport Vlaanderen-Baloise |    | 7 s             |
| 7  | Bert-Jan Lindeman | Vacansoleil-DCM             |    | 9 s             |
| 8  | Tyler Farrar      | Garmin-Sharp                |    | 10 s            |
| 9  | Bert De Backer    | Argos-Shimano               |    | 10 s            |
| 10 | Roy Curvers       | Argos-Shimano               |    | 10 s            |

### 2eétape
|    | Coureur          | Équipe            |    | Temps           |
| -- | ---------------- | ----------------- | -- | --------------- |
| 1  | John Degenkolb   | Argos-Shimano     | en | 4 h 03 min 37 s |
| 2  | Jempy Drucker    | Accent Jobs-Wanty | +  | m.t             |
| 3  | Jens Debusschere | Lotto-Belisol     |    | m.t             |
| 4  | Tyler Farrar     | Garmin-Sharp      |    | m.t             |
| 5  | Wouter Mol       | Vacansoleil-DCM   |    | m.t             |
| 6  | Graeme Brown     | Belkin            |    | m.t             |
| 7  | Adrien Petit     | Cofidis           |    | m.t             |
| 8  | Maarten Wynants  | Belkin            |    | m.t             |
| 9  | Arnaud Démare    | FDJ.fr            |    | m.t             |
| 10 | Alexander Porsev | Katusha           |    | m.t             |

|    | Coureur           | Équipe                      |    | Temps           |
| -- | ----------------- | --------------------------- | -- | --------------- |
| 1  | Jens Debusschere  | Lotto-Belisol               | en | 8 h 25 min 28 s |
| 2  | Michael Mørkøv    | Saxo-Tinkoff                | +  | 2 s             |
| 3  | John Degenkolb    | Argos-Shimano               |    | 4 s             |
| 4  | Jempy Drucker     | Accent Jobs-Wanty           |    | 8 s             |
| 5  | Nikolas Maes      | Omega Pharma-Quick Step     |    | 8 s             |
| 6  | Kenneth Vanbilsen | Topsport Vlaanderen-Baloise |    | 9 s             |
| 7  | Kristof Goddaert  | IAM                         |    | 9 s             |
| 8  | Laurens De Vreese | Topsport Vlaanderen-Baloise |    | 11 s            |
| 9  | Niki Terpstra     | Omega Pharma-Quick Step     |    | 11 s            |
| 10 | Maarten Wynants   | Belkin                      |    | 11 s            |

### 3eétape
|    | Coureur                     | Équipe                      |    | Temps           |
| -- | --------------------------- | --------------------------- | -- | --------------- |
| 1  | Tyler Farrar                | Garmin-Sharp                | en | 3 h 47 min 16 s |
| 2  | Reinardt Janse van Rensburg | Argos-Shimano               | +  | m.t             |
| 3  | Arnaud Démare               | FDJ.fr                      |    | m.t             |
| 4  | Jempy Drucker               | Accent Jobs-Wanty           |    | m.t             |
| 5  | Nicolas Vereecken           | An Post-ChainReaction       |    | m.t             |
| 6  | John Degenkolb              | Argos-Shimano               |    | m.t             |
| 7  | Evaldas Šiškevičius         | Sojasun                     |    | m.t             |
| 8  | Kenneth Vanbilsen           | Topsport Vlaanderen-Baloise |    | m.t             |
| 9  | Bert De Backer              | Argos-Shimano               |    | m.t             |
| 10 | Jens Debusschere            | Lotto-Belisol               |    | m.t             |

|    | Coureur           | Équipe                      |    | Temps            |
| -- | ----------------- | --------------------------- | -- | ---------------- |
| 1  | Jens Debusschere  | Lotto-Belisol               | en | 12 h 12 min 41 s |
| 2  | Michael Mørkøv    | Saxo-Tinkoff                | +  | 3 s              |
| 3  | Tyler Farrar      | Garmin-Sharp                |    | 7 s              |
| 4  | John Degenkolb    | Argos-Shimano               |    | 7 s              |
| 5  | Jempy Drucker     | Accent Jobs-Wanty           |    | 11 s             |
| 6  | Nikolas Maes      | Omega Pharma-Quick Step     |    | 11 s             |
| 7  | Kenneth Vanbilsen | Topsport Vlaanderen-Baloise |    | 12 s             |
| 8  | Kristof Goddaert  | IAM                         |    | 12 s             |
| 9  | Arnaud Démare     | FDJ.fr                      |    | 13 s             |
| 10 | Heinrich Haussler | IAM                         |    | 13 s             |

### 4eétape
|    | Coureur             | Équipe                      |    | Temps           |
| -- | ------------------- | --------------------------- | -- | --------------- |
| 1  | John Degenkolb      | Argos-Shimano               | en | 3 h 26 min 29 s |
| 2  | Jens Debusschere    | Lotto-Belisol               | +  | m.t             |
| 3  | Tyler Farrar        | Garmin-Sharp                |    | m.t             |
| 4  | Graeme Brown        | Belkin                      |    | m.t             |
| 5  | Kenneth Vanbilsen   | Topsport Vlaanderen-Baloise |    | m.t             |
| 6  | Stefan van Dijk     | Accent Jobs-Wanty           |    | m.t             |
| 7  | Danilo Napolitano   | Accent Jobs-Wanty           |    | m.t             |
| 8  | Theo Bos            | Belkin                      |    | m.t             |
| 9  | Kenny van Hummel    | Vacansoleil-DCM             |    | m.t             |
| 10 | Evaldas Šiškevičius | Sojasun                     |    | m.t             |

|    | Coureur           | Équipe                      |    | Temps            |
| -- | ----------------- | --------------------------- | -- | ---------------- |
| 1  | Jens Debusschere  | Lotto-Belisol               | en | 15 h 39 min 04 s |
| 2  | John Degenkolb    | Argos-Shimano               | +  | 0 s              |
| 3  | Tyler Farrar      | Garmin-Sharp                |    | 9 s              |
| 4  | Michael Mørkøv    | Saxo-Tinkoff                |    | 9 s              |
| 5  | Jempy Drucker     | Accent Jobs-Wanty           |    | 15 s             |
| 6  | Laurens De Vreese | Topsport Vlaanderen-Baloise |    | 15 s             |
| 7  | Kenneth Vanbilsen | Topsport Vlaanderen-Baloise |    | 18 s             |
| 8  | Kristof Goddaert  | IAM                         |    | 18 s             |
| 9  | Arnaud Démare     | FDJ.fr                      |    | 19 s             |
| 10 | Jetse Bol         | Belkin                      |    | 19 s             |

## Classements finals

### Classement général
|    | Cycliste          | Pays | Équipe                      |    | Temps            |
| -- | ----------------- | ---- | --------------------------- | -- | ---------------- |
| 1  | Jens Debusschere  |      | Lotto-Belisol               | en | 15 h 39 min 04 s |
| 2  | John Degenkolb    |      | Argos-Shimano               | +  | 0 s              |
| 3  | Tyler Farrar      |      | Garmin-Sharp                |    | 9 s              |
| 4  | Michael Mørkøv    |      | Saxo-Tinkoff                |    | 9 s              |
| 5  | Jempy Drucker     |      | Accent Jobs-Wanty           |    | 15 s             |
| 6  | Laurens De Vreese |      | Topsport Vlaanderen-Baloise |    | 15 s             |
| 7  | Kenneth Vanbilsen |      | Topsport Vlaanderen-Baloise |    | 18 s             |
| 8  | Kristof Goddaert  |      | IAM                         |    | 18 s             |
| 9  | Arnaud Démare     |      | FDJ.fr                      |    | 19 s             |
| 10 | Jetse Bol         |      | Belkin                      |    | 19 s             |

### Classements annexes
|   | Cycliste         | Équipe        | Points |
| - | ---------------- | ------------- | ------ |
| 1 | Jens Debusschere | Lotto-Belisol | 72     |
| 2 | Tyler Farrar     | Garmin-Sharp  | 69     |
| 3 | John Degenkolb   | Argos-Shimano | 65     |

|   | Cycliste          | Équipe                      | Points |
| - | ----------------- | --------------------------- | ------ |
| 1 | Frédéric Amorison | Crelan-Euphony              | 53     |
| 2 | Jelle Wallays     | Topsport Vlaanderen-Baloise | 39     |
| 3 | Boris Dron        | Wallonie-Bruxelles          | 22     |

|   | Cycliste          | Équipe                      |    | Temps           |
| - | ----------------- | --------------------------- | -- | --------------- |
| 1 | Jens Debusschere  | Lotto-Belisol               | en | 15 h 39 min 4 s |
| 2 | John Degenkolb    | Argos-Shimano               | +  | 0 s             |
| 3 | Laurens De Vreese | Topsport Vlaanderen-Baloise |    | 15 s            |

|   | Équipe        | Pays |    | Temps            |
| - | ------------- | ---- | -- | ---------------- |
| 1 | Argos-Shimano |      | en | 46 h 58 min 21 s |
| 2 | Belkin        |      | +  | m.t              |
| 3 | IAM           |      |    | m.t              |